# Robert Aske
Robert Aske, född 1500, död 12 juli 1537, var en engelsk advokat som blev ledare för upproret i York. Han ledde Pilgrimage of Grace år 1536, upproret som Henrik VIII stoppade samma år. Aske avrättades för högförräderi under året 1537.

## Biografi
Aske var den yngre sonen till Sir Robert Aske av Aughton, som var en ättling till en gammal Yorkshirefamilj. Familjen var väl ansluten då en av Askes kusiner var Henry Clifford, earlen av Cumberland, och hans mor Elizabeth Clifford  var dotter till John Clifford, 9:e Lord Clifford, och Margaret Bromflete.
Aske var advokat, och även en medlem vid Gray's Inn. Aske var en from man och han invände till Henrik VIII:s religiösa reformer, särskilt klosterupplösningen. När upproret bröt ut i York mot Henrik VIII återvände Aske till Yorkshire från London. Aske deltog inte från början i upproret utan tog upp frågan om lokalbefolkningen och ledde Pilgrimage of Grace. Den 10 oktober 1536 hade han kommit att betraktas som översten i gruppen.. De flesta delar av Yorkshire, och delar av Northumberland, Durham, Cumberland och Westmorland var nu i uppror. När Aske intog York i oktober hade han stöd av cirka 30.000 beväpnade män. 
Den 13 oktober 1536 träffade Aske kungliga delegater, däribland  Thomas Howard, 3:e hertig av Norfolk och fick en försäkran om en publik och säker passage till kungen. Han reste till London och träffade Henrik VIII som gav honom löften om upprättelse och säker passage.
När han började sin resa tillbaka norrut, bröt striderna ut igen. Dessa förnyade strider fick Henrik VIII att ändra sig, och han tog Robert Aske till fånga och förde honom till Towern. Aske dömdes för högförräderi i Westminster och fördes tillbaka till York, där han hängdes i kedjor i juli 1537 på en särskild byggnadsställning som restes utanför Clifford's Tower.

## Namne
Robert Aske delar namn med en annan vid samma namn, som troligen kom från samma familj, denna andra Aske var en förmögen sybehörshandlare i centrala London. Denna Robert Aske är mest känd för att han lämnade en stor del av sin förmögenhet till välgörenhet som grundade ett antal skolor.

## Skildringar
Aske spelades av Sean Bean år 2003 i tv-serien "Henry VIII". Aske framställs dock felaktigt då han framstås som en våldsam före detta kapten i Henrik VIII:s armé.
Robert Aske är spelas också av Gerard McSorley i den tredje säsongen av The Tudors. Vid tiden för inspelningen var McSorley tjugo år äldre än Aske var när han dog. Serien visar också Aske med en ung familj, men själva verket så var han inte gift.
Omständigheterna kring Aske liv framställs i  C. J. Sansoms bok "Sovereign" och i  H. F. M. Prescotts bok "Man on a Donkey"